# جون من یه چک بزن
جون من یه چک بزن یا دو میسیونر (ایتالیایی: Porgi l'altra guancia) فیلمی در ژانر اکشن و کمدی به کارگردانی فرانکو روسی است که در سال ۱۹۷۴ منتشر شد. از بازیگران آن می‌توان به ترنس هیل، باد اسپنسر، رابرت لوجا و ژان-پیر امون اشاره کرد.
این فیلم در ایران با نام جون من یه چک بزن دوبله و پخش شده است.